# Rægehaugene
Rægehaugene, ou tumulus de Rege, sont un ensemble de deux tumulus de l'Âge du bronze situés dans la commune de Sola, au sud de Stavanger, dans le comté de Rogaland, en Norvège. Il s'agit de l'une des découvertes archéologiques les plus riches de Norvège.

## Historique
Le site comportait initialement trois tumulus, dont seuls deux subsistent. Le tumulus nord a été restauré en 1960. Le tumulus sud en est distant d'environ 50 mètres. À l’origine, il avait la même taille que le premier, mais il a été réduit par le labour. Entre les deux se trouvait un troisième tumulus qui a été détruit pendant la Seconde Guerre mondiale.

## Description
Le tumulus nord a un diamètre d’environ 20 mètres et mesure 3 mètres de haut. Il date d'environ 1400 av. J.-C. et abrite une tombe de femme. C'est l'une des tombes de l'Âge du bronze les plus riches en mobilier funéraire trouvées en Norvège. Le tumulus sud abrite la tombe d'un homme et date d'environ 1200 av. J.-C.

## Conservation
Les vestiges archéologiques trouvés dans les tombes sont exposés au musée d'archéologie de Stavanger.